# Семир Абумелих
Семир Абумелих е български предприемач в сферата на здравеопазването. Собственик на университетска болница „Дева Мария“ и медицински център „Света София“ в Бургас. Бивш народен представител от ГЕРБ в XLII,XLIII народно събрание.
Създател е на първата електронна борса за търговия на лекарства и медицински изделия и консумативи в България, защитена с патент.

## Биография
Роден е в Пловдив през 1970 година. Баща му е иракчанин, а майка му е българка. Учи в английски колеж в Ирак, специализира ИТ технологии. Женен за Камал, австралийка от арабски произход и има две момчета и едно момиче родени в Бургас.

## Кариера
През 2002 г., Семир Абумелих, заедно с баща си д-р Хусейн Абумелих, построява медицински център „Св. София“ в гр. Бургас. 7 години по-късно, през 2009 г., Семир Абумелих построява и най-голямата тогава частна многопрофилна болница по Черноморието – МБАЛ „Дева Мария“, която през 2012 г. става университетска и се превръща в база за обучение на специализанти и студенти. УМБАЛ „Дева Мария“ гр. Бургас печели почетния приз „Болница на годината“ през 2017 г. През същата година Семир Абумелих приключва своята политическа кариера и се отдава изцяло на развитието на двете здравни структури и редица иновации в сферата на здравеопазването.
Политическа кариера:
- През 2007 г. Семир Абумелих е общински съветник от групата на ПП ГЕРБ в град Бургас.
- През 2011 г. е преизбран за общински съветник в местния парламент на Бургас.
- От 2013 г. е народен представител в XLII народно събрание от групата на ПП ГЕРБ.
- От 2014 г. е народен представител в XLIII народно събрание от групата на ПП ГЕРБ.